# Polikarpov R-Z
Polikarpov R-Z je bilo sovjetski dvokrilniški izvidnik iz 1930ih. Zasnovan je bil na podlagi Polikarpova R-5. Uporabljal se je v Španski civilni vojni, v Zimski vojni s Finsko in na Halkin Golu proti Japonski.
Poganjal sorazmerno močni V12 motor Mikulin AM-34 s 820 KM.

## Specifikacije (R-Z)
Podatki iz The Osprey Encyclopedia of Russian Aircraft from 1875 - 1995
Splošne karakteristike
- Posadka: 2
- Dolžina: 9,72 m (34 ft 7½ in)
- Razpon kril: 15,45 m (50 ft 8¼ in)
- Višina: 3,60 m (11 ft 9¾ in)
- Površina kril: 42,5 m² (458 ft²)
- Teža praznega letala: 2007 kg (4425 lb)
- Naložena teža: 3150 kg (6945 lb)
- Pogon letala: 1 ×  vodno hlajeni 12-valjni V-motor Mikulin AM-34, 611 kW (820 KM)

 Zmogljivost 
- Maks. hitrost: 316 km/h (171 vozlov, 196 mph) na višini 3500 m (11483 ft)
- Doseg: 1000 km (540 nmi, 621 milj)
- Višina leta: 8700 m (28543 ft)
- Obremenitev kril: 74,1 kg/m² (15,2 lb/ft²)
- Razmerje moč/teža: 0,19 kW/kg (0,12 KM/lb)
- Čas do višine 3000 m: 6,6 min

Oborožitev

- 1 × fiksna PV-1 strojnice in 1 ali 2 × ŠKAS strojnici v zadnjem kokpitu
- Do 400 kg bomb